# Колдовство 7: Час расплаты
Колдовство 7: Час расплаты (англ. Witchcraft VII: Judgement Hour), также известен под названием Колдовство 7: Вкус крови (англ. Witchcraft 7: A Taste for Blood) — седьмой фильм из серии фильмов ужасов под названием Колдовство. Премьера в США состоялась 27 декабря 1995 года сразу на VHS, режиссером фильма выступил Майкл Пол Джирард. Является сиквелом фильма Колдовство 6: Любовница Дьявола и приквелом к фильму Колдовство 9: Горькая плоть.

## Сюжет
Вампир, Мартин Хасса, нападает на молодых женщин в районе Лос-Анжелеса, и, будучи на вечеринке, он нападает и оставляет Рэйчел умирать. Джек и Эмили вызвали своего друга и адвоката Уилла Спаннера в больницу, поскольку их ребенок был сбит пьяным водителем. Находясь там, Спаннер видит, как соседка Рэйчил по комнате Салли приводит ее в больницу, и после смерти Рэйчел, священник, дающий последние обряды, взрывает чётки во время церемонии.
Расследование Рейчел раскрывает заговор Хассы, чтобы контролировать кровоснабжение страны, что приводит к выводу, что Хасса-вампир. Расследование показывает, что Хасса является не только вампиром, но и владельцем румынской корпорации Cobol, компании, которая вступает в бизнес-слияние, которое даст ей контроль над мировым кровоснабжением.
Подозрительно, Спаннер звонит детективу полиции Лос-Анджелеса Лутцу, которая с напарником детективом Гарнером направляется в больницу, чтобы увидеть, как Рейчел восстает из мертвых. Рейчел одолевает Спаннера и двух детективов, и преследование Рейчел детективами только показывает, что пули не остановят ее, в результате чего Уилл нанесет ей удар. Хассан овладевает Келли и заставляет её атаковать Уилла. Убежденные в том, что происходит что-то паранормальное, Лутц и Гарнер сопровождают Уилла на встречу по слиянию, где они стреляют в подчиненных Хассы.
Спаннер, Лутц и Гарнер умудряются сорвать эти планы в последнюю минуту, но не без смерти одного из трио, как Уилл наносит удар Хассу, но смертельно ранен сам. Хасса возвращается к Кели и пытается убедить ее помочь ему, но она вместо этого убивает его.

## Связь с последующими фильмами
Использование Спаннером его силы очень ограничено в этом фильме. Следующий фильм в серии - «Колдовство 8: Призрак Салема», хотя это отдельный фильм, а не прямое продолжение. Фильм, который показывает смерть Спаннера - это «Колдовство 9: Горькая плоть».

## Критика
Критики оценили фильм в основном негативно. 
AllMovie дал фильму Колдовство 7: Час расплаты 2,5 звезды из 5. 
В одном из обзоров «TV Guide» сказал, что фильм предлагает «немного острых ощущений или воображения», и что серия «настолько отклонилась от своей первоначальной концепции, что в этой части не было настоящего колдовства». В то время как сцена соблазнения с Эшли Рей была выделена как «довольно чувственная», и хотя во вступительных сценах присутствует некоторая «приличная игра», в обзоре делается вывод, что фильм «быстро превращается в недоделанную конфронтацию, неэффективную эротику, неубедительный спектакль и нелогичный сценарий ".
В октябре 2015 года Кэти Райф из  AV Club  назвала фильм лучшим в (тогда состоящем из 13 фильмов) сериале, заявив, что у него было "хорошее чувство середины 90-х". Хотя Райф нашла его самым бесполезным и сексистким из всех фильмов, это были «забавные часы», «несмотря на всю свою мерзость и плохие спецэффекты».
В негативном обзоре для CraveOnline Уитни Сейбольд также отметил отсутствие колдовства в «полнометражном фильме о вампирах», в котором фигурирует «действительно непонятная сцена[ы]», «один из самых глупых монстров, которых я видел" и "извращенная "операторская работа.

## В ролях
- Дэвид Бернс -Уилл Спаннер.
- Эйприл Брэнман -Келли.
- Лорен Шмоль -Мартин.
- Алиса Кристенсен -Лутц.
- Джон Краген — Гарнер.
- Май-Лис Холмс -Салли.
- Эшли Рей -Рэйчел.
- Эрик Собетсо -Костанцо.
- Майкл Алтан -Кент.
- Джейсон Эдвардс -Вонтана.
- Джек ван Лендгейм - Ник.
- Джон МакКаферти -Республиканец.
- Девид Алан Граф -Бизнесмен.

## Производство
Колдовство 7: Час расплаты должен был стать последним фильмом в серии, так как на VHS , было указано что "это последняя глава".
Основной персонаж Уильям Спаннер, был сыгран актёром Дэвид Бернс, который вернулся ко своей роли в девятом фильме. Режиссёр Майкл Пол Джирард вернулся так-же в девятом фильме. Детектив Лутц, персонаж мужского пола в предыдущем фильме, в этом превращается в женского персонажа и играет её актриса Алиса Кристенсен, её партнер, детектив Гарнер, также возвращается, на этот раз его играет актер Джон Крэйген, который младше предыдущего. Подругу Спаннера Келли снова играет другая актриса — Эйприл Бренеман.
Фильм снимался доме по адресу 2218 S Гарвардский бульвар, Лос-Анджелес, Калифорния, США, как предыдущий и следующий фильмы.

### Съёмачная группа
- Тони Миллер — Монтаж
- Дэн Спикер — постановщик трюков

## Релиз
Премьера фильма в США на VHS состоялась 27 декабря 1995 года. Был издан на DVD 26 октября 2004 года.
Слоган фильма —  "Сражаться с голодными до секса прекрасными демоническими вампирами не так-то просто!" (Battling sex starved beautiful demon vampires ain't easy!).
Фильм был выпущен как «Колдовство 7: Вкус крови» в Великобритании.